# تاكاشي تيراأوكا
تاكاشي تيراأوكا (باليابانية: 寺岡孝؛ بالكانا: てらおか たかし) هو لاعب كرة قاعدة ياباني، ولد في 13 سبتمبر 1942 في ميازاكي في اليابان، وتوفي في 4 فبراير 2011 في أوكيناوا في اليابان.

## وصلات خارجية
- تاكاشي تيراأوكا على موقع الدوري الياباني لكرة القاعدة (الإنجليزية)
- تاكاشي تيراأوكا على موقعبيزبول رفرنس.كوم (الدوري الثانوي) (الإنجليزية)